# 菲勒普·马顿
菲勒普·马顿（匈牙利語：Fülöp Márton，匈牙利語發音：[maːrton fyløp]，1983年5月3日—2015年11月12日），匈牙利足球運動員，司職門將，曾是匈牙利國家足球隊成員。職業生涯他曾效力新特蘭、曼城等，因癌症逝世，終年32歲。

## 生平

### 球會
熱刺
菲勒普在2004年夏天從本國球會布達佩斯MTK加盟熱刺 。但沒有上陣機會。在04-05球季被外借至英乙球會車士打菲特一個月 ，及後延長至季尾。但後來因熱刺鬧門將荒以被召回。在2005-06季初被外借至英冠球會高雲地利三個月，成為球隊首席門將。因在熱刺沒有上陣機會，菲勒普希望正式轉會至高雲地利。但意外地，菲勒普在2005年11月被外借至新特蘭，並且會在冬季轉會市場時正式轉會，令不少高雲地利球迷失望。
新特蘭
菲勒普在2006年12月9日在對盧頓的比賽中上陣。在2007年1月2日以50萬鎊加盟，同時新特蘭門將轉會熱刺。
隨蘇格蘭門將的加盟，菲勒普在2007年8月16日被外借至莱斯特城一年。 。雖然菲勒普希望正式轉會至李斯特城，但新特蘭在12月31日把他召回。
雖然菲勒普在2008年2月22日再次被外借至史篤城。但四日後就因其他門將受傷而被召回。在季尾最後一場聯賽對阿仙奴首次在英超上陣。
在2008年6月，史篤城以170萬鎊提出收購菲勒普，但被新特蘭拒絕 ，但及後兩會達成300萬鎊轉會費的協議 但是，史篤城就如何支付菲勒普代理人費用有分歧，最後免費簽下丹麥門將，令交易告吹。
在2008-09球季，因首席門將受傷，令菲勒普得到上陣機會。2010年4月27日曼城由於正副選門將同告受傷，菲勒普獲緊急借用出戰球季剩餘的3場賽事。
葉士域治
2010年8月5日菲勒普轉投由前新特蘭領隊堅尼執教的英冠球會葉士域治，轉會費沒有透露，簽約效力兩年，取代上季末被放棄的老將李察·胡禮。
西布朗
2011年8月6日菲勒普免費加盟英超球會西布朗，簽約一年。

### 國家隊
菲勒普暫為匈牙利國家足球隊上陣超過20次。

## 榮譽
新特蘭
- 英格蘭足球冠軍聯賽冠軍：2006/07年

## 外部連結
- 足球数据库：菲勒普的球员统计数据
- 菲勒普新特蘭官方球員介紹 （页面存档备份，存于）
- 菲勒普·马顿 xtratime.org （英文）